# Bians-les-Usiers
Bians-les-Usiers est une ancienne commune française située dans le département du Doubs, en région Bourgogne-Franche-Comté. Depuis le 1er janvier 2024, elle fait partie de la commune nouvelle de Val-d'Usiers.

## Géographie

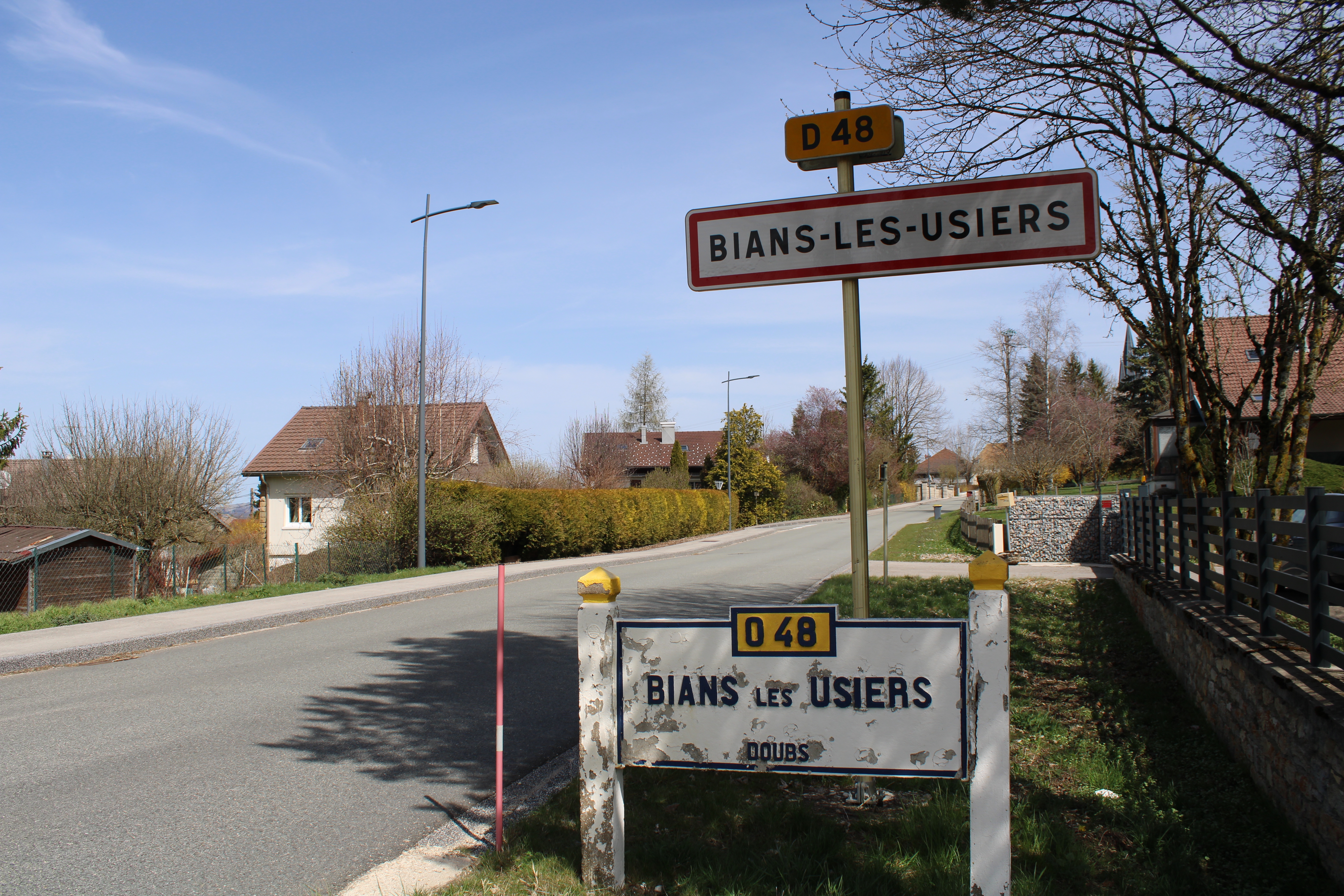
Entrée du village.

### Évolution du territoire
Le 1er janvier 2024, la commune de Val-d'Usiers est créée sous le régime de la commune nouvelle par fusion de Bians-les-Usiers, Goux-les-Usiers et Sombacour par arrêté préfectoral du 27 septembre 2023 complété par l'arrêté préfectoral du 15 décembre 2023. P

## Urbanisme

### Typologie
Bians-les-Usiers est une commune rurale, car elle fait partie des communes peu ou très peu denses, au sens de la grille communale de densité de l'Insee,,,.
Elle appartient à l'unité urbaine de Goux-les-Usiers, une agglomération intra-départementale regroupant 3 communes et 2 047 habitants en 2017, dont elle est ville-centre,.
Par ailleurs la commune fait partie de l'aire d'attraction de Pontarlier, dont elle est une commune de la couronne. Cette aire, qui regroupe 56 communes, est catégorisée dans les aires de moins de 50 000 habitants,.

### Occupation des sols
L'occupation des sols de la commune, telle qu'elle ressort de la base de données européenne d’occupation biophysique des sols Corine Land Cover (CLC), est marquée par l'importance des territoires agricoles (79,7 % en 2018), une proportion sensiblement équivalente à celle de 1990 (79,1 %). La répartition détaillée en 2018 est la suivante : 
zones agricoles hétérogènes (39,2 %), prairies (31,1 %), forêts (16 %), terres arables (9,4 %), zones urbanisées (4 %), milieux à végétation arbustive et/ou herbacée (0,4 %). L'évolution de l’occupation des sols de la commune et de ses infrastructures peut être observée sur les différentes représentations cartographiques du territoire : la carte de Cassini (XVIIIe siècle), la carte d'état-major (1820-1866) et les cartes ou photos aériennes de l'IGN pour la période actuelle (1950 à aujourd'hui).

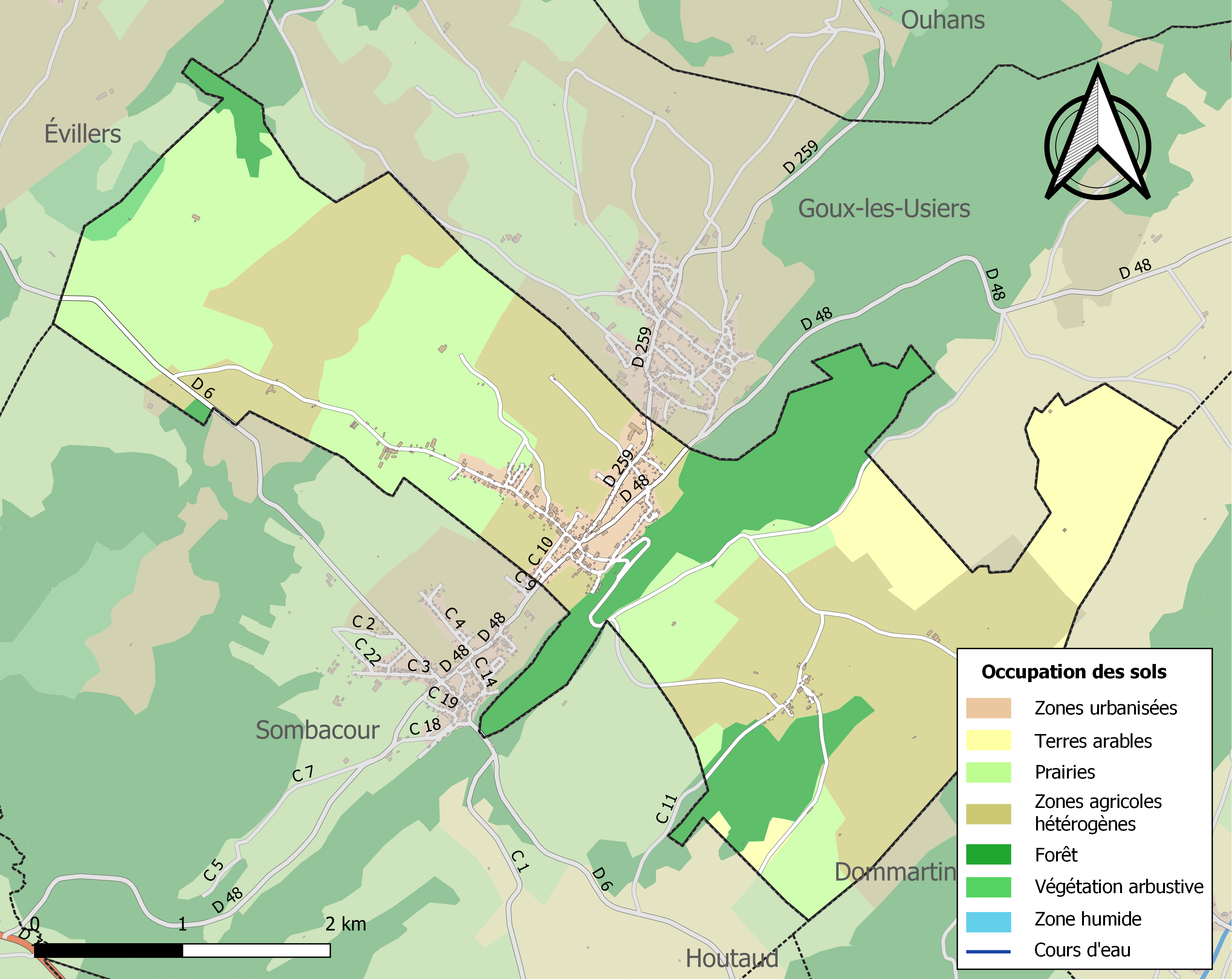
Carte des infrastructures et de l'occupation des sols de la commune en 2018 (CLC).

## Toponymie
Byens en 1250 ; Biens in valle de Husyes en 1271 ; Bien l'esglise en 1249 ; Bians en 1532 ; Byan en 1590 ; Byans en 1629, 1748.
Le village et son hameau de Pissenavache sont situés entre Sombacour et Goux-les-Usiers.

## Histoire
Au 1er janvier 2024, la fusion des communes de Bians-les-Usiers, Goux-les-Usiers et Sombacour a créé la commune nouvelle de Val d'Usiers. Son chef-lieu est Bians-les-Usiers,.

## Politique et administration

### Liste des maires
| Période                                  | Période          | Identité             | Étiquette | Qualité              |
| ---------------------------------------- | ---------------- | -------------------- | --------- | -------------------- |
| avant 1995                               | ?                | Robert Cordier       |           |                      |
| mars 2001                                | 2014             | Marie-Thérèse Girard |           |                      |
| 2014                                     | mai 2020         | André Salomon        | SE        | Agriculteur retraité |
| mai 2020                                 | 31 décembre 2023 | Aurélien Dornier     |           | Agriculteur          |
| Les données manquantes sont à compléter. |                  |                      |           |                      |

### Liste des maires délégués
| Période      | Période  | Identité | Étiquette | Qualité |
| ------------ | -------- | -------- | --------- | ------- |
| janvier 2024 | En cours |          |           |         |

## Démographie
L'évolution du nombre d'habitants est connue à travers les recensements de la population effectués dans la commune depuis 1793. Pour les communes de moins de 10 000 habitants, une enquête de recensement portant sur toute la population est réalisée tous les cinq ans, les populations de référence des années intermédiaires étant quant à elles estimées par interpolation ou extrapolation. Pour la commune, le premier recensement exhaustif entrant dans le cadre du nouveau dispositif a été réalisé en 2004.

En 2021, la commune comptait 694 habitants, en évolution de +6,12 % par rapport à 2015 (Doubs : +1,88 %, France hors Mayotte : +2,11 %).
| 1793 | 1800 | 1806 | 1821 | 1831 | 1836 | 1841 | 1846 | 1851 |
| ---- | ---- | ---- | ---- | ---- | ---- | ---- | ---- | ---- |
| 306  | 358  | 396  | 457  | 475  | 545  | 566  | 600  | 635  |

| 1856 | 1861 | 1866 | 1872 | 1876 | 1881 | 1886 | 1891 | 1896 |
| ---- | ---- | ---- | ---- | ---- | ---- | ---- | ---- | ---- |
| 588  | 578  | 592  | 568  | 544  | 568  | 538  | 520  | 535  |

| 1901 | 1906 | 1911 | 1921 | 1926 | 1931 | 1936 | 1946 | 1954 |
| ---- | ---- | ---- | ---- | ---- | ---- | ---- | ---- | ---- |
| 555  | 522  | 541  | 484  | 493  | 474  | 433  | 444  | 437  |

| 1962 | 1968 | 1975 | 1982 | 1990 | 1999 | 2004 | 2006 | 2009 |
| ---- | ---- | ---- | ---- | ---- | ---- | ---- | ---- | ---- |
| 435  | 399  | 402  | 476  | 517  | 529  | 523  | 525  | 576  |

| 2014 | 2019 | 2021 | - | - | - | - | - | - |
| ---- | ---- | ---- | - | - | - | - | - | - |
| 640  | 698  | 694  | - | - | - | - | - | - |

## Culture locale et patrimoine

### Lieux et monuments

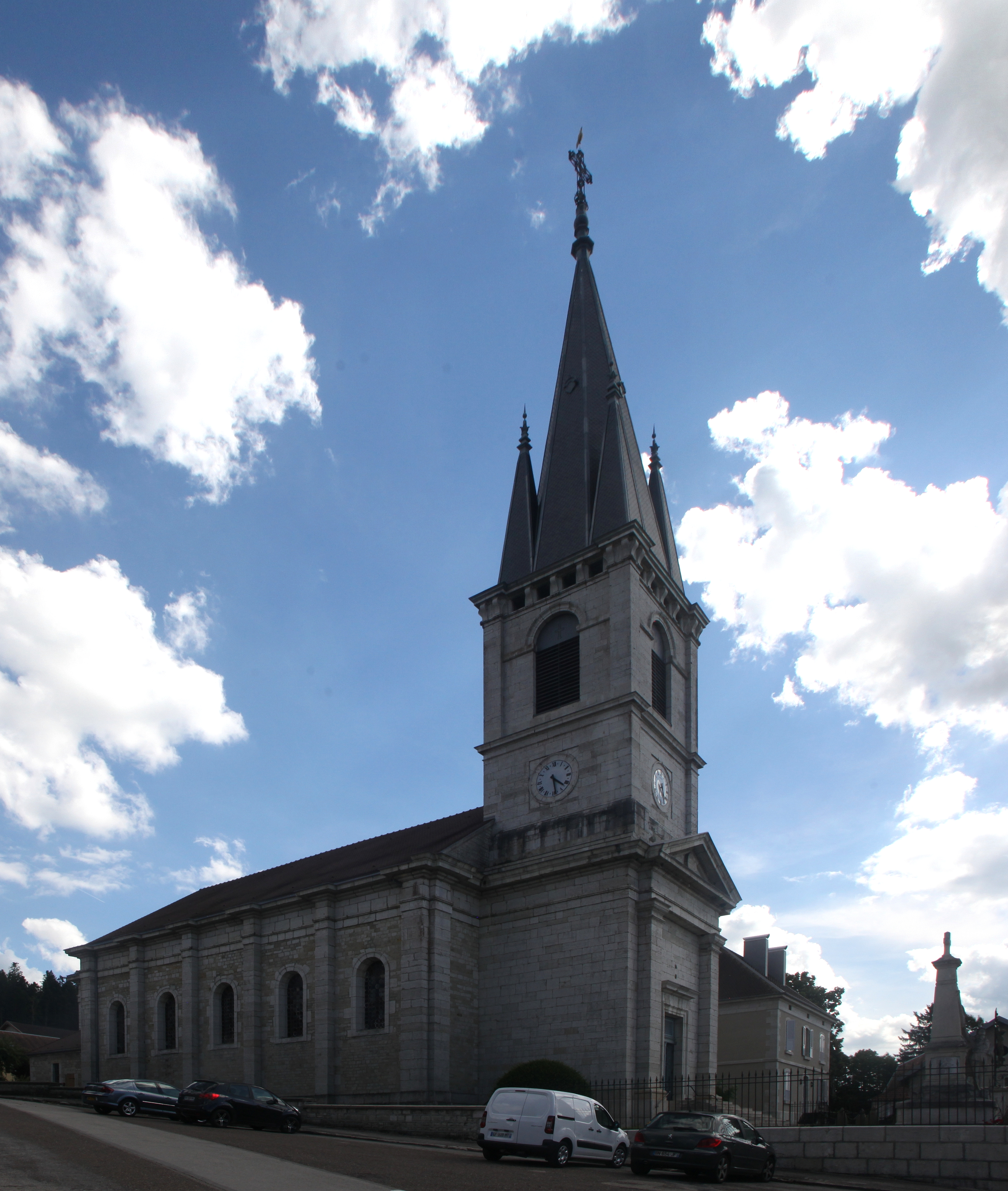
Église.
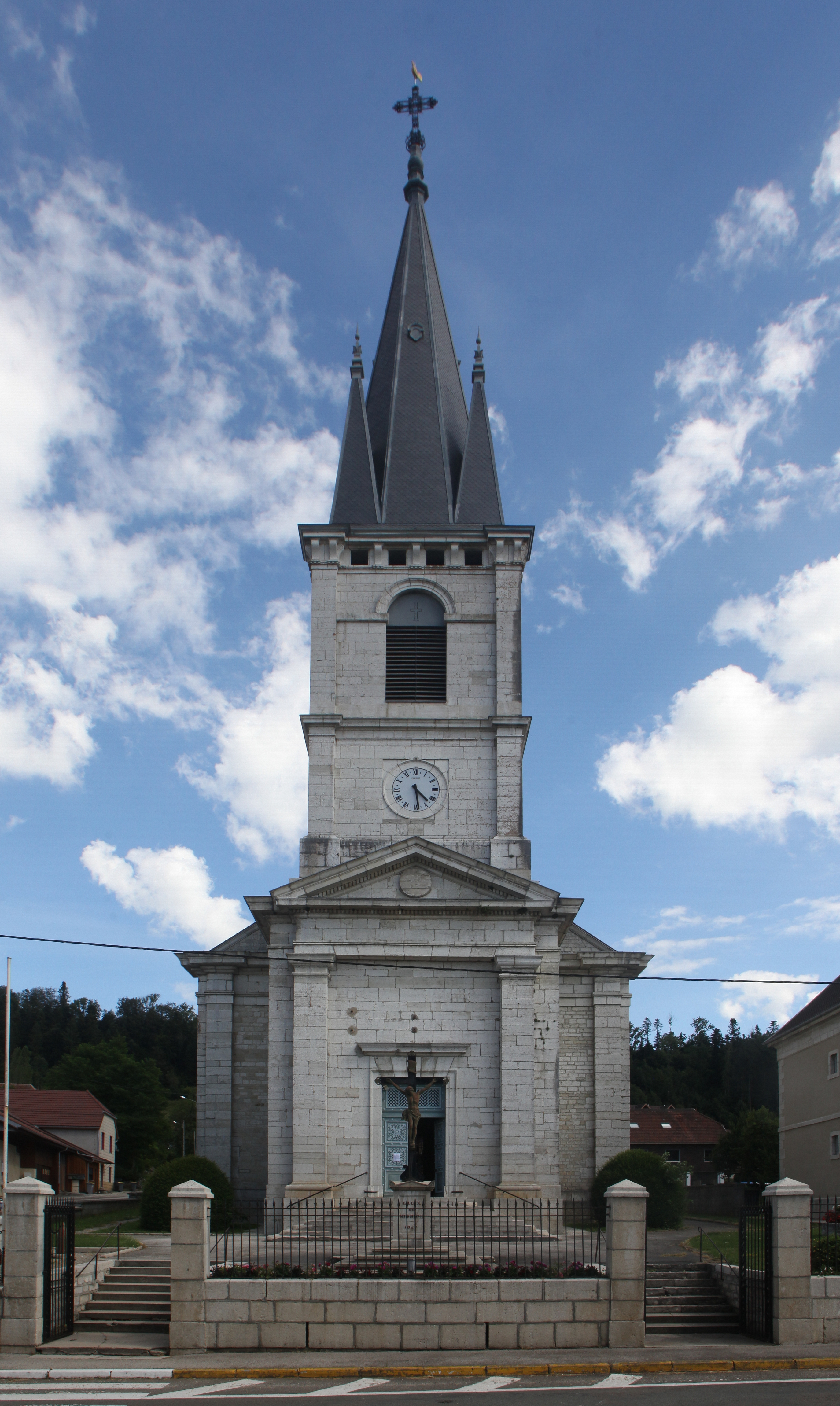
Église.
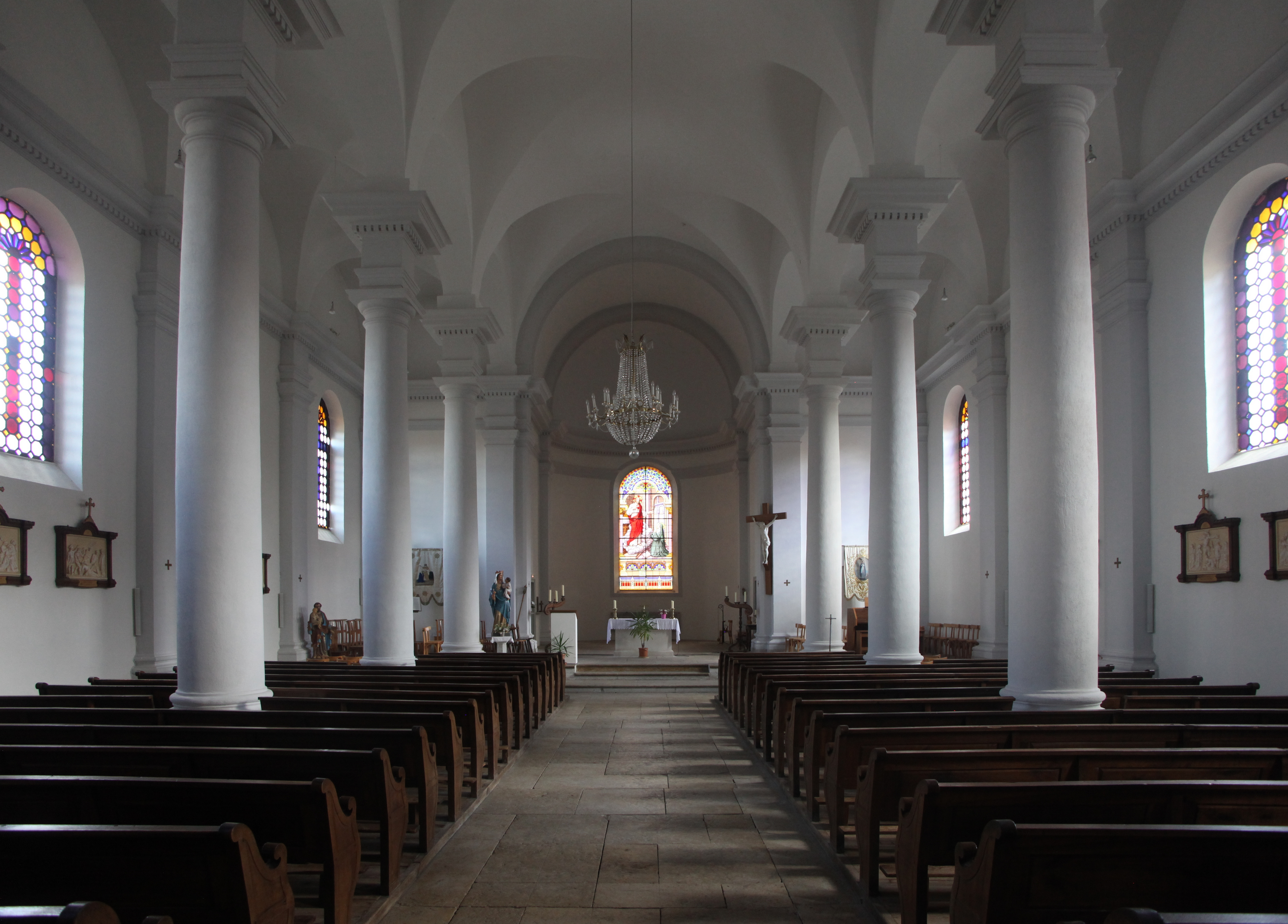
Église.
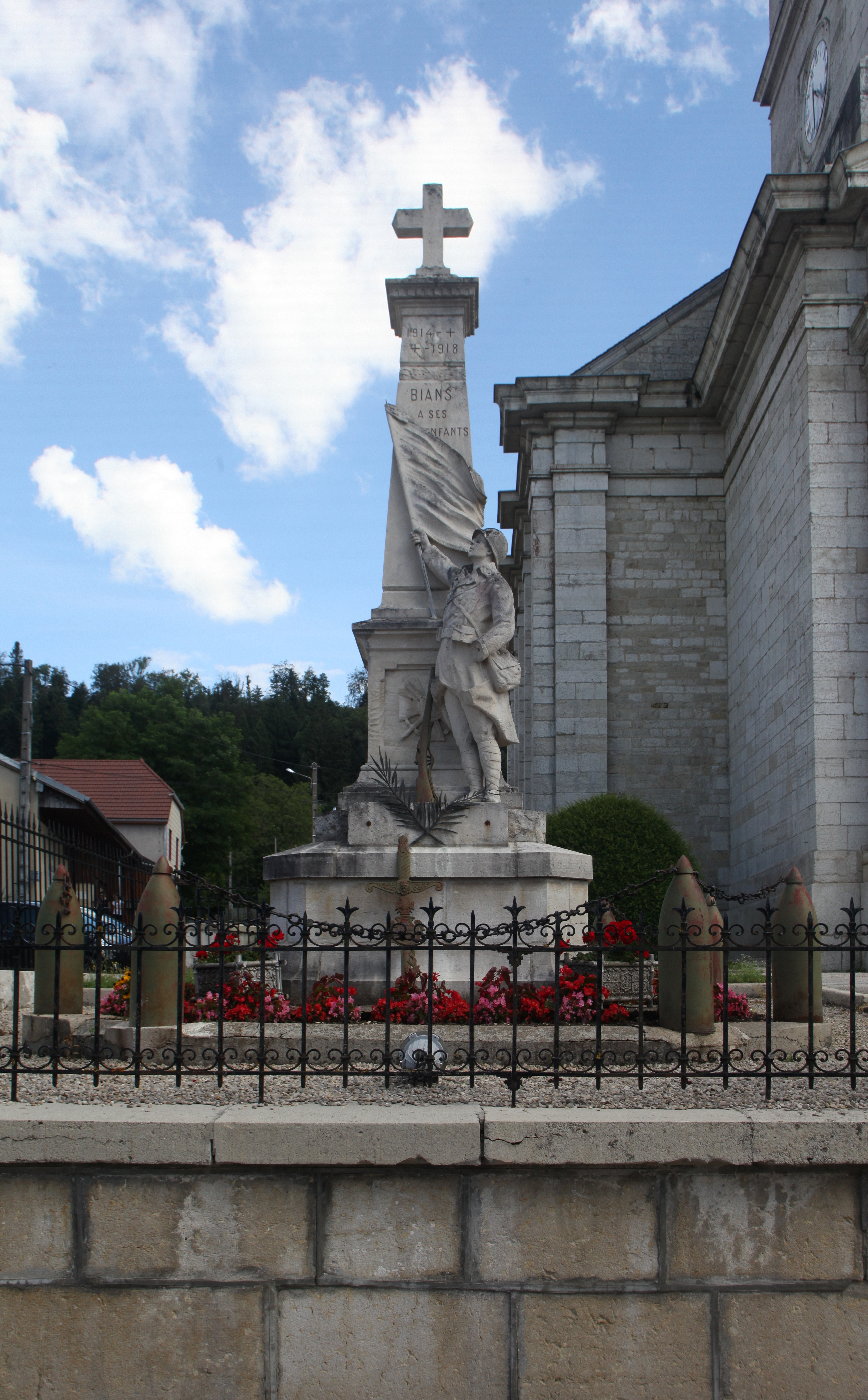
Monument aux morts.
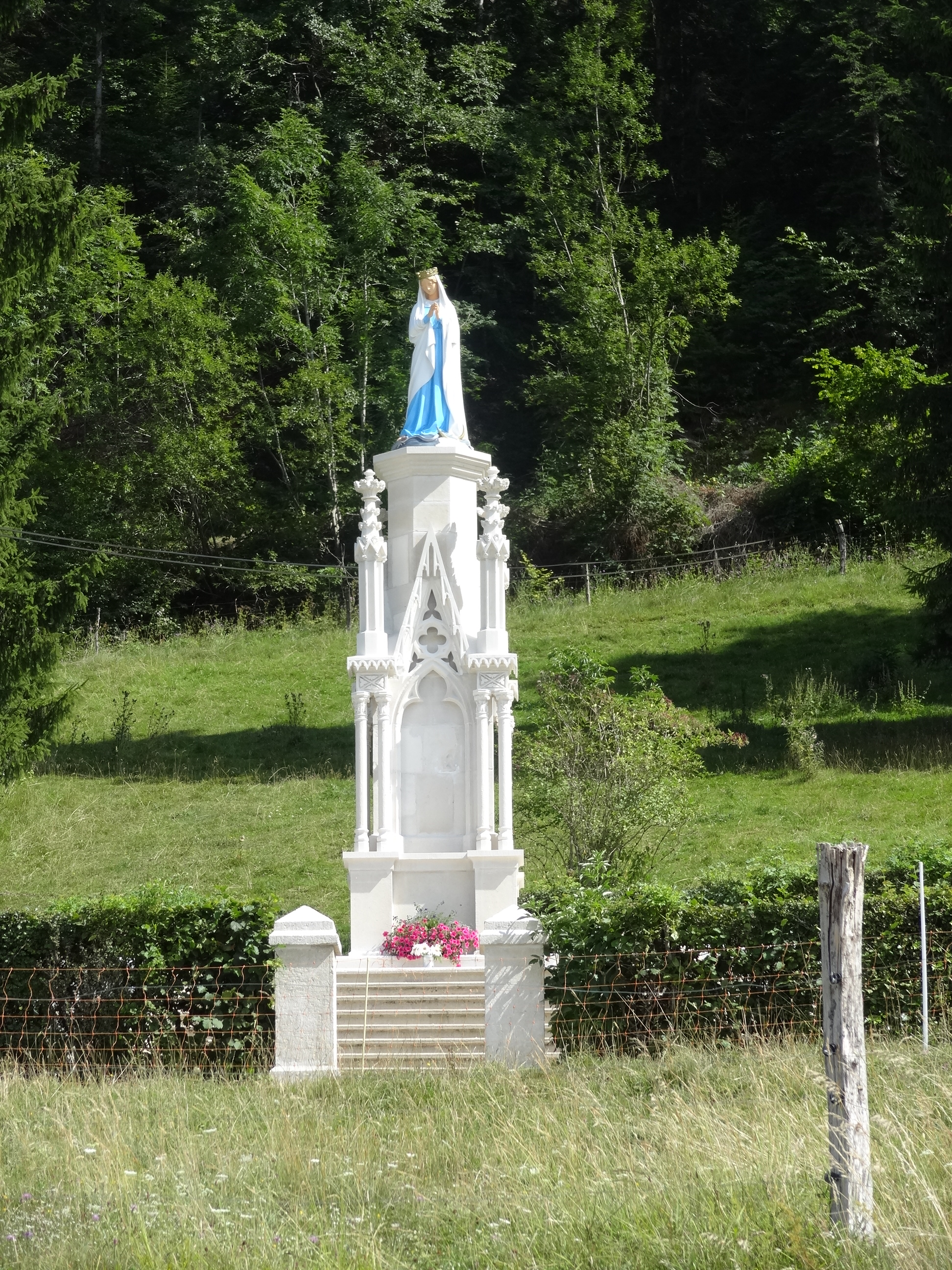
Vierge sur la route de la Côte.
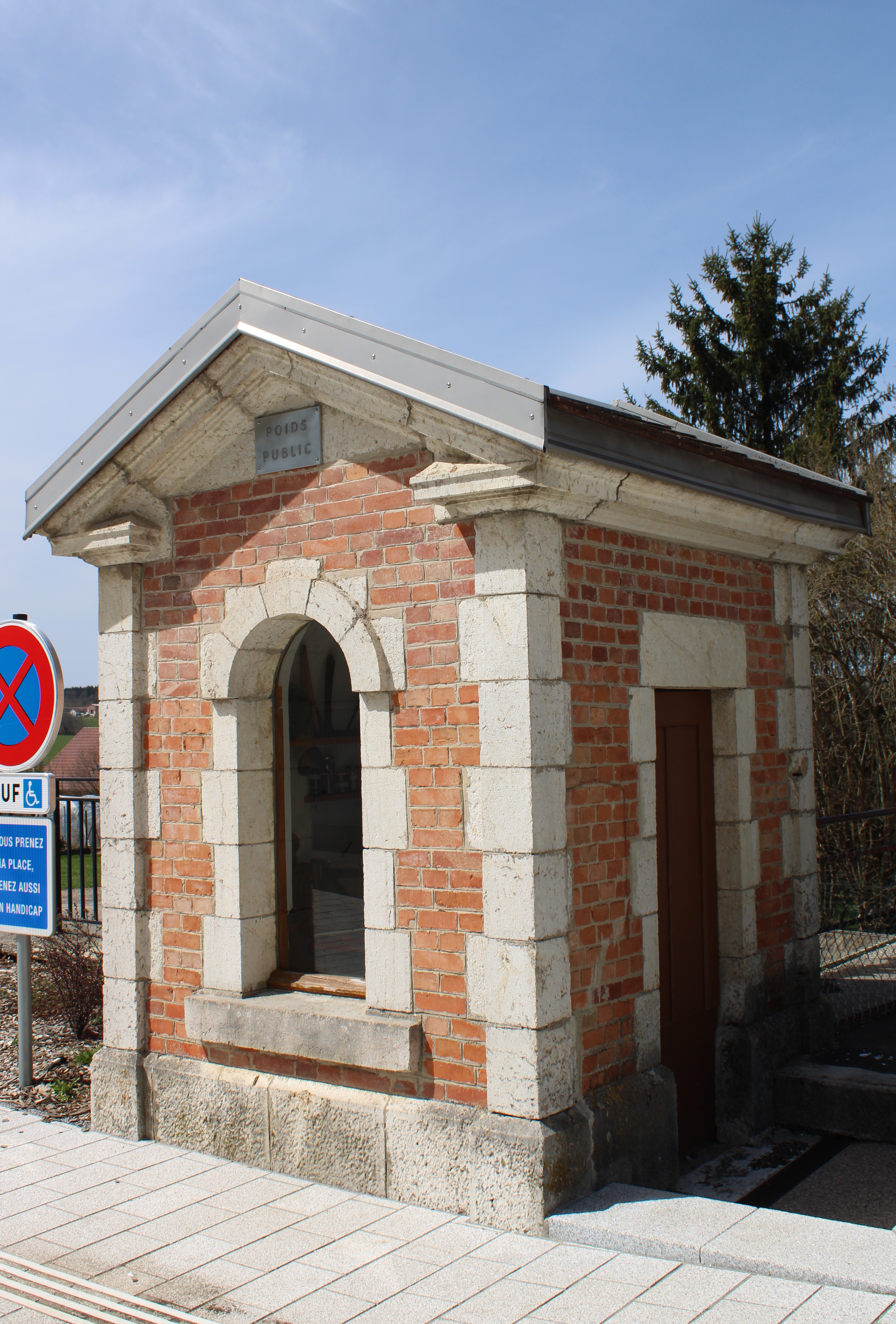
L'ancienne bascule transformée en mini-musée.

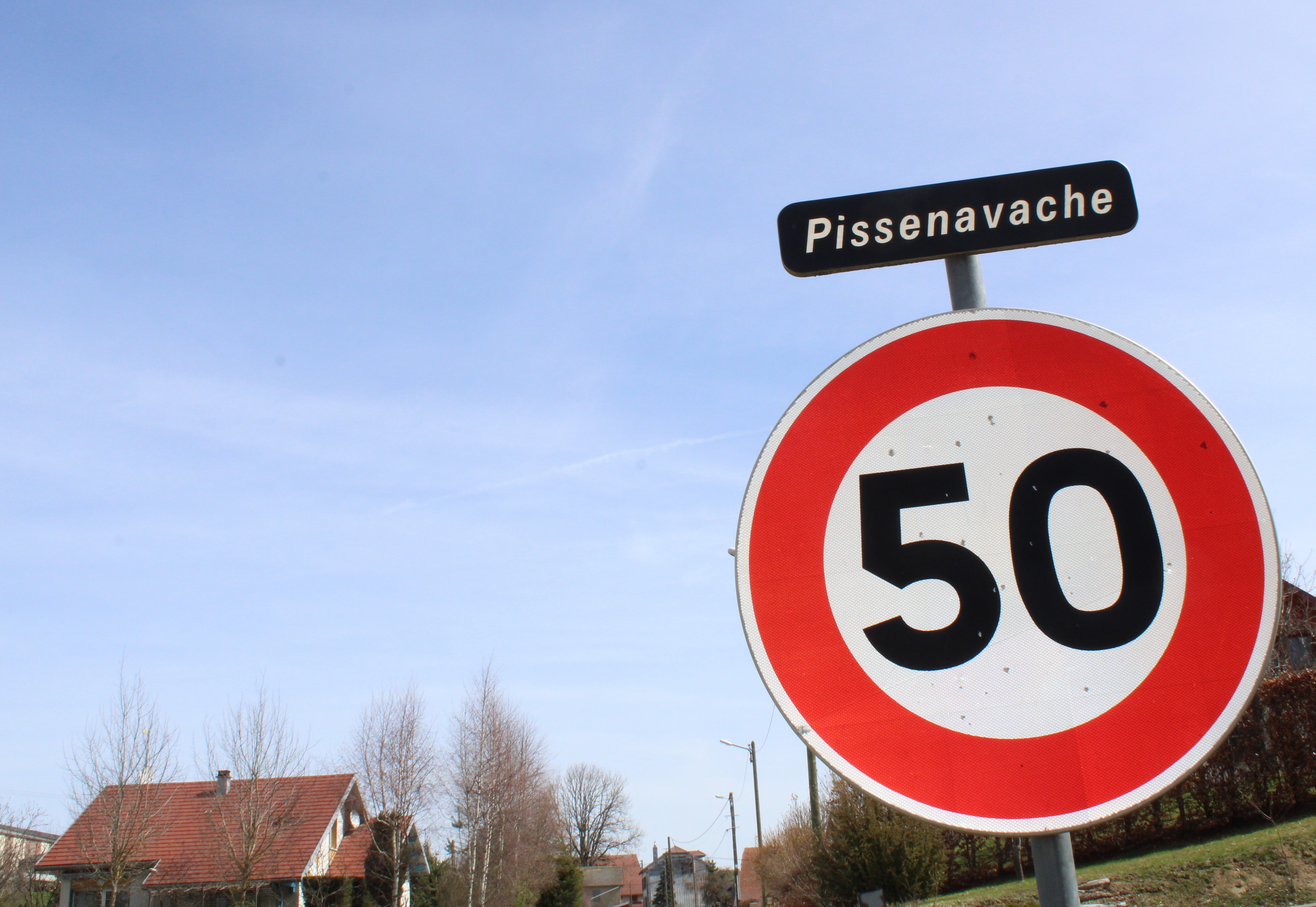
Entrée du hameau de Pissenavache.
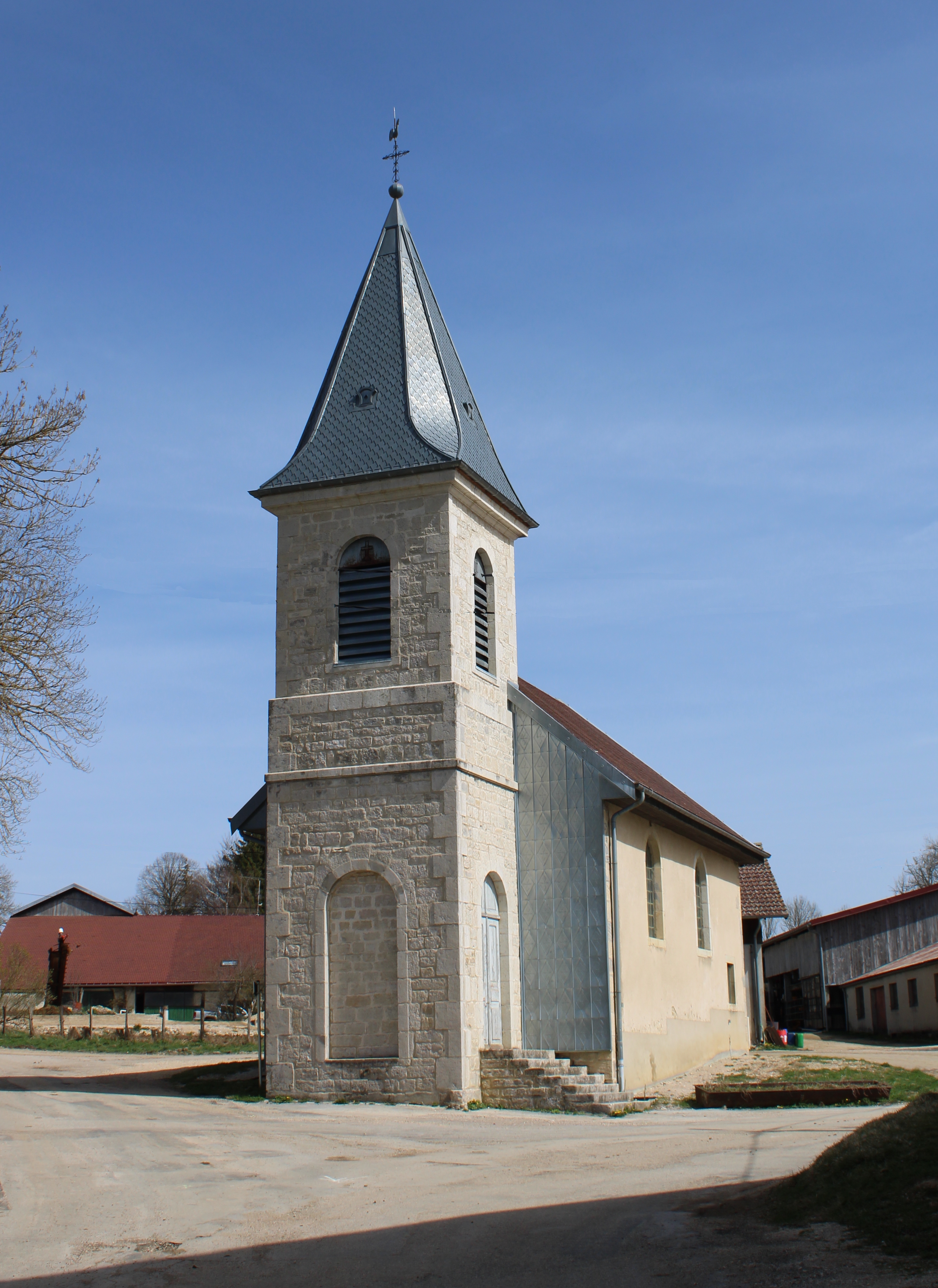
L'église.
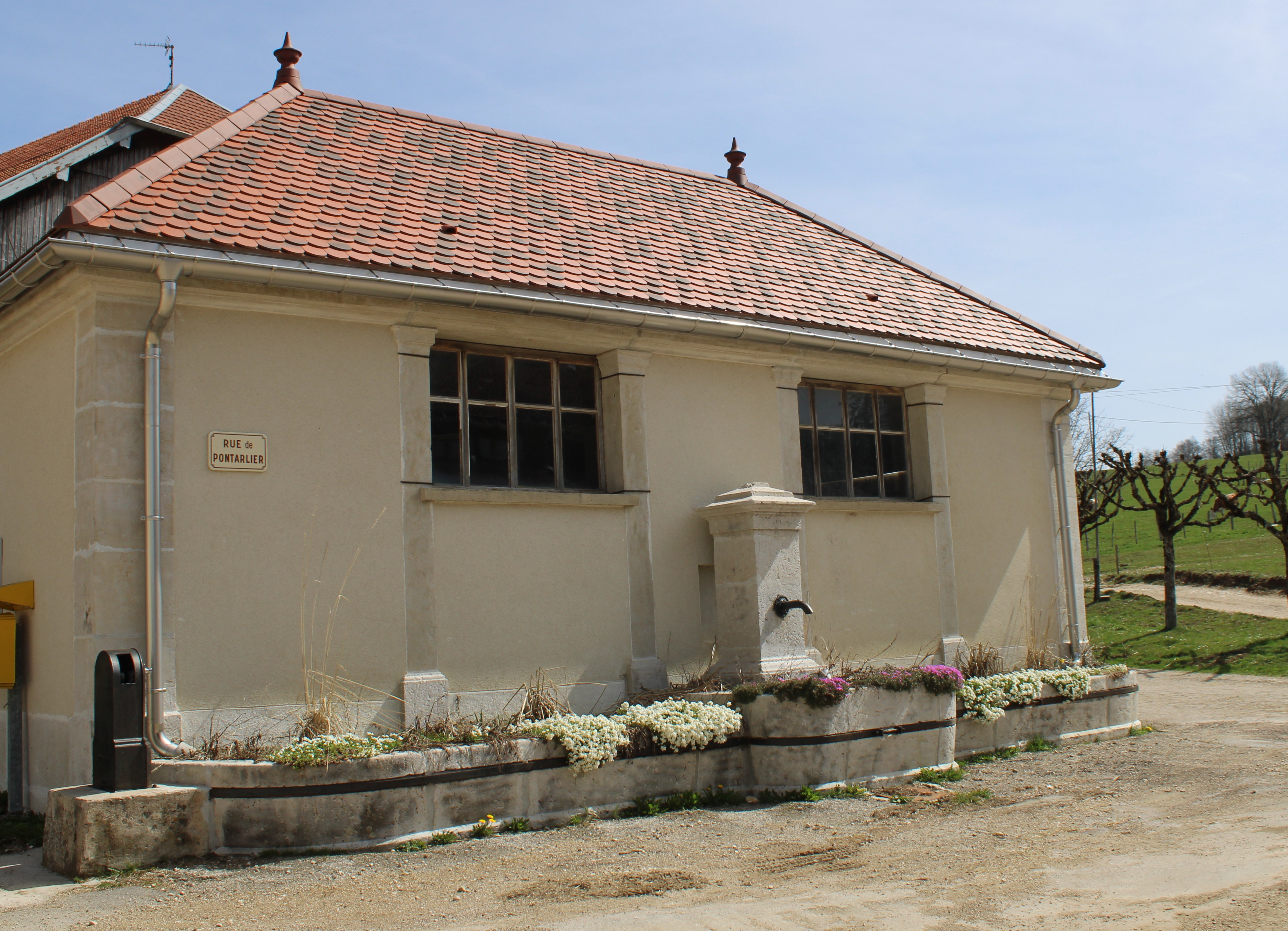
Le lavoir.